# Ceratomyxa inversa
Ceratomyxa inversa is een microscopische parasiet uit de familie Ceratomyxidae. Ceratomyxa inversa werd in 1960 beschreven door Meglitsch. 